# 8756 Mollissima
A 8756 Mollissima (ideiglenes jelöléssel 6588 P-L) egy kisbolygó a Naprendszerben. Cornelis Johannes van Houten, Ingrid van Houten-Groeneveld és Tom Gehrels fedezte fel 1960. szeptember 24-én.